# Aspartato carbamoiltransferase
Aspartato carbamoiltransferase (também conhecido como aspartato transcarbamoilase ou ATCase) catalisa o primeiro passo na via biossintética da pirimidina (EC 2.1.3.2).
Em E. coli, a enzima é um complexo proteico de múltiplas subunidades composto por 12 subunidades (300 kDa no total). A composição das subunidades é C6R6, formando 2 trímeros de subunidades catalíticas (34 kDa) e 3 dímeros de subunidades regulatórias (17 kDa). O arranjo particular de subunidades catalíticas e regulatórias nesta enzima fornece o complexo com comportamento alostérico em relação aos seus substratos. A enzima é um exemplo arquetípico de modulação alostérica de controle fino das reações enzimáticas metabólicas.
ATCase não segue a cinética de Michaelis-Menten. Em vez disso, situa-se entre seus estados "tensos" de baixa atividade e baixa afinidade e seus estados "relaxados" de alta atividade e alta afinidade. A ligação do substrato às subunidades catalíticas resulta em uma mudança de equilíbrio para o estado R, enquanto a ligação de CTP às subunidades reguladoras resulta em uma mudança de equilíbrio para o estado T. A ligação do ATP às subunidades reguladoras resulta em uma mudança de equilíbrio em direção ao estado R.